# 98-я гвардейская стрелковая дивизия
98-я гвардейская стрелковая Свирская Краснознамённая дивизия — воинское соединение Вооружённых сил СССР в Великой Отечественной войне.

## История
Дивизия сформирована из 13-й гвардейской воздушно-десантной дивизии на основании приказа Народного комиссара Обороны СССР № 003 от 19 января 1944 года и Директивы Генерального штаба от 19 января 1944 года № орг/2/304589 в период с 20 по 25 января 1944 года в городе Щёлково, Московской области, при этом входившие в состав воздушно-десантной дивизии бригады стали полками дивизии, а именно: 18-я гвардейская воздушно-десантная бригада стала 296-м гвардейским стрелковым полком,
19-я гвардейская воздушно-десантная бригада стала 299-м гвардейским стрелковым полком, 20-я гвардейская воздушно-десантная бригада стала 302-м гвардейским стрелковым полком.
В составе действующей армии с 17 июня 1944 года по 9 августа 1944 года и с 21 февраля 1945 года по 11 мая 1945 года.
До июня 1944 года дислоцировалась в Московской области, переброшена на рубеж реки Свирь для участия в Свирско-Петрозаводской операции, 11—15.06.1944 года выгрузилась на станциях Паша и Оять Ленинградской области, и сосредоточилась в 40 километрах южнее Лодейного Поля.
С 21 июня 1944 года наступала в первом эшелоне корпуса в трёхэшелонном построении, с задачей форсировать Свирь на участке совхоз «Полевой», Канома, обеспечить захват плацдарма и, развивая наступление в северо-западном направлении, во взаимодействии с некоторыми частями 100-й гвардейской стрелковой дивизии и танками подвижной группы овладеть Заручьями и Нижним Подолом. К исходу дня выйти на рубеж отметки 28,2, Утозеро. На рассвете 21 июня четверо добровольцев из 296-го гвардейского стрелкового полка 98-й гвардейской стрелковой дивизии и 12 — из 300-го гв сп 99-й гв сд, передвигая многочисленные плоты и лодки с чучелами солдат, под ураганным огнём противника достигли противоположного берега и завязали там бой. Всем этим добровольцам впоследствии было присвоено звание Героя Советского Союза. Ложная переправа позволила наблюдателям выявить уцелевшие финские огневые точки, по которым был нанесён повторный удар с воздуха, а затем артиллерия произвела ещё один огневой налёт. К 14:00 21 июня 1944 года захватила плацдарм, затем вела бои в районе Назарьевской, 26.06.1944 года части дивизии освободили Олонец, дивизия ведёт кровопролитные бои в районе деревни Большие Горы, 2 июля 1944 года форсировала Видлицу. На 15 июля 1944 года вышла к границе с Финляндией, вела тяжёлые бои в районе города Сортавала. 13 августа 1944 года выведена в резерв, дислоцировалась в районе Могилёва
В соответствии с Постановлением Государственного комитета обороны от 9 августа 1944 года № 6351сс и Директивой Генерального Штаба от 11 августа 1944 года № орг/10/311736 переформирована вновь в 98-ю гвардейскую воздушно-десантную дивизию, а на основании Приказа Ставки Верховного Главнокомандования № 0047 от 18 декабря 1944 года вновь переформирована в 98-ю гвардейскую стрелковую дивизию.
В феврале 1945 года переброшена в Венгрию, под Будапешт.
С 13 марта 1945 года сменила части 5-й гвардейской воздушно-десантной дивизии на участке 0,5 км западнее высоты 203, Дьюла — Патка (район Ашло), отбивает контратаки врага.
Участвовала в Венской операции, 23 марта 1945 года принимала участие в освобождении Веспрема, 23 марта 1945 года — Шарвара, 29 марта 1945 года — Сомбателя, 1 апреля 1945 года вступила на территорию Австрии, 2 апреля 1945 года освободила город Нойнкирхен, при взятии Вены наступала непосредственно на город, вела бои в городских кварталах.
C 5 мая 1945 года преследовала врага по 100-километровому маршруту: Мацендорф, Шенау, Вена, Имперский мост через Дунай, Леопольдсдорф, Герасдорф, Богенноизадаль. 8 мая 1945 года дивизии поставлена задача преследовать врага в северо-западном направлении по маршруту: Лангау, Дрозендорф, Емнице, Дачиде, Йиндржихув-Градец, Дрохов, Бегине, Писек и выйдя в район города Пильзень, захватить переправы и отрезать пути отхода крупной группировки противника, стремящейся сдаться союзным американским и английским войскам. 10 мая 1945 года в 17:00 передовые подразделения дивизии соединились с союзными американскими войсками (26-я пехотная дивизия 3-й американской армии) в районе городов Пильзень и Градец-Кралев в Чехословакии. Окружила группировку вражеских войск под городом Табор, до 12 мая 1945 года подавляла сопротивление, а затем три дня, с 13 по 15 мая 1945 года, разоружала.
За годы войны дивизия прошла с боями 550 километров, форсировала 7 крупных водных преград, овладела 69 населёнными пунктами, уничтожив и взяв в плен 5 генералов, более 600 офицеров и более 30 тысяч солдат противника. За отличие в боевых действиях 11 539 солдат, сержантов и офицеров награждено орденами и медалями, 19 человек удостоены звания Героя Советского Союза.
14 июня 1946 года приказом № 0051 командующего воздушно-десантными войсками 98-я гвардейская стрелковая дивизия переформирована в 98-ю гвардейскую воздушно-десантную дивизию в составе 37-го гвардейского воздушно-десантного корпуса.

## Полное название
98-я гвардейская стрелковая Свирская Краснознамённая дивизия

## Состав
- 296-й гвардейский стрелковый полк
- 299-й гвардейский стрелковый полк
- 302-й гвардейский стрелковый полк
- 239-й гвардейский артиллерийский Свирский полк
- 370-й гвардейский самоходно-артиллерийский полк
- 53-я гвардейская дивизионная артиллерийская бригада (с 21.02.1945)
- 70-й отдельный гвардейский танковый полк
- 105-й отдельный гвардейский истребительно-противотанковый дивизион
- 100-й гвардейский отдельный зенитно-артиллерийский дивизион
- 101-я отдельная гвардейская разведывательная рота
- 112-й отдельный гвардейский сапёрный батальон
- 188-й отдельный гвардейский батальон связи (128-я гвардейская отдельная рота связи)
- 176-й (103-й)отдельный медико-санитарный батальон
- 102-я гвардейская отдельная рота химической защиты
- 280-я (104-я) автотранспортная рота
- 246-я (100-я) полевая хлебопекарня
- 353-й (99-й) дивизионный ветеринарный лазарет
- 2952-я полевая почтовая станция
- 1905-я полевая касса Государственного банка

## Подчинение
| Дата            | Фронт (округ)            | Армия                 | Корпус (группа)                            | Примечания |
| --------------- | ------------------------ | --------------------- | ------------------------------------------ | ---------- |
| 01.02.1944 года | Московский военный округ | -                     | 37-й гвардейский стрелковый корпус         | -          |
| 01.03.1944 года | Московский военный округ | -                     | 37-й гвардейский стрелковый корпус         | -          |
| 01.04.1944 года | Московский военный округ | -                     | 37-й гвардейский стрелковый корпус         | -          |
| 01.05.1944 года | Московский военный округ | -                     | 37-й гвардейский стрелковый корпус         |            |
| 01.06.1944 года | Московский военный округ | -                     | 37-й гвардейский стрелковый корпус         | -          |
| 01.07.1944 года | Карельский фронт         | 7-я армия             | 37-й гвардейский стрелковый корпус         | -          |
| 01.08.1944 года | Карельский фронт         | 7-я армия             | 37-й гвардейский стрелковый корпус         | -          |
| 01.09.1944 года | Резерв Ставки ВГК        | -                     | 37-й гвардейский воздушно-десантный корпус | -          |
| 01.10.1944 года | Резерв Ставки ВГК        | -                     | 37-й гвардейский воздушно-десантный корпус | -          |
| 01.11.1944 года | Резерв Ставки ВГК        | -                     | 37-й гвардейский воздушно-десантный корпус | -          |
| 01.12.1944 года | Резерв Ставки ВГК        | -                     | 37-й гвардейский воздушно-десантный корпус | -          |
| 01.01.1945 года | Резерв Ставки ВГК        | -                     | 37-й гвардейский стрелковый корпус         | -          |
| 01.02.1945 года | Резерв Ставки ВГК        | 9-я гвардейская армия | 37-й гвардейский стрелковый корпус         | -          |
| 01.03.1945 года | 2-й Украинский фронт     | 9-я гвардейская армия | 37-й гвардейский стрелковый корпус         | -          |
| 01.04.1945 года | 3-й Украинский фронт     | 9-я гвардейская армия | 37-й гвардейский стрелковый корпус         |            |
| 01.05.1945 года | 3-й Украинский фронт     | 9-я гвардейская армия | 37-й гвардейский стрелковый корпус         | -          |

## Командиры
- Виндушев, Константин Николаевич (23.12.1943 — 10.11.1944), полковник
- Ларин, Василий Михайлович (11.11.1944 — 11.05.1945), полковник, с 19.04.1945 генерал-майор

## Награды и наименования
| Награда (наименование)           | Дата                                                                | За что награждена |
| -------------------------------- | ------------------------------------------------------------------- | --- |
| Почётное звание «Гвардейская»    | Приказ НКО СССР № 003 от 19.01.1944 года                            | |
| Почётное наименование «Свирская» | Приказ Верховного Главнокомандующего СССР № 0174 от 02.07.1944 года | За отличие в боях в ходе в Свирско-Петрозаводской операции |
| Орден Красного Знамени           | Указ Президиума Верховного Совета СССР от 26.04.1945 года           | За образцовое выполнение заданий командования в боях с немецкими захватчиками при овладение городами Папа, Девечер и проявленные при этом доблесть и мужество. |

Награды частей дивизии:
- 296-й гвардейский стрелковый ордена Кутузова[4] полк
- 299-й гвардейский стрелковый ордена Кутузова[5] полк
- 302-й гвардейский стрелковый ордена Александра Невского[5] полк
- 239-й гвардейский артиллерийский Свирский полк
- 370-й гвардейский самоходно-артиллерийский Рижский[6] ордена Красной Звездыа[7] полк
- 70-й отдельный гвардейский танковый Свирский Краснознаменный[8] орденов Суворова[9] и Кутузова[10] полк

## Воины дивизии
| Награда | Ф. И. О.                    | Должность                                                            | Звание                  | Дата награждения | Примечания                                                                |
| ------- | --------------------------- | -------------------------------------------------------------------- | ----------------------- | ---------------- | ------------------------------------------------------------------------- |
|         | Алиев, Александр Мамедович  | Стрелок 296-го гвардейского стрелкового полка                        | гвардии рядовой         | 21.07.1944       | принимал участие в известной операции с переправой через Свирь с чучелами |
|         | Григоров, Михаил Яковлевич  | командир пулемётного отделения 302-го гвардейского стрелкового полка | гвардии старший сержант | 29.06.1945       | посмертно                                                                 |
|         | Елютин, Василий Павлович    | Снайпер 296-го гвардейского стрелкового полка                        | гвардии старший сержант | 21.07.1944       | принимал участие в известной операции с переправой через Свирь с чучелами |
|         | Морозов, Иван Дмитриевич    | Командир пулемётного отделения 296-го гвардейского стрелкового полка | гвардии старшина        | 21.07.1944       | принимал участие в известной операции с переправой через Свирь с чучелами |
|         | Чухреев, Николай Максимович | Командир отделения 296-го гвардейского стрелкового полка             | гвардии сержант         | 21.07.1944       | принимал участие в известной операции с переправой через Свирь с чучелами |

## Память
- Обелиск в Олонце
- Комплекс захоронений близ деревни Большие Горы (Карелия)
- Мемориал в честь воинов 98-й гвардейской стрелковой дивизии и братская могила в деревне Большие Горы
- Именем дивизии названа улица в Олонце.
- Музей 20-й гвардейской воздушно-десантной бригады школы № 72 г. Самары (недоступная ссылка)